# Khangchung-See
Der Khangchung-See (auch Khangchung Chhu, Khangchung Cho oder Khangchung Tso) ist ein 1,87 km² großer Gletscherrandsee im östlichen Himalaya im Norden von Sikkim (Indien).
Der Gebirgssee befindet sich an der Nordflanke der Dongkya-Gruppe am Rande der tibetischen Hochebene auf einer Höhe von 5303 m (nach anderen Quellen: 5325 m). Der See ist 3,5 km lang sowie bis zu 600 m breit. Gespeist wird der See, der knapp 4 km nordnordwestlich vom Pauhunri liegt, vom Tista-Khangse-Gletscher. Aufgrund des Rückzugs des Gletschers hat sich die Seefläche in den letzten Jahren vergrößert.
Der Khangchung-See gilt als Ursprung des Lachen Chu, des rechten Quellflusses der Tista. Der See ist über eine Straße, die das Flusstal des Lachen Chu hinaufführt, zugänglich. Aufgrund der Nähe zur chinesischen Grenze sind spezielle Berechtigungen notwendig.